# Copa Fraternidad 1979
La Copa Fraternidad 1979 fue la novena edición de la Copa Fraternidad Centroamericana, torneo fútbol a nivel de clubes de Centroamérica avalado por la Concacaf y que contó con la participación de 12 equipos de la región, con la inclusión por primera vez de equipos de Honduras.
El Aurora FC de Guatemala venció al Real España de Honduras para ganar el título por primera vez, mientras que el Deportivo Saprissa de Costa Rica, campeón de la edición anterior, no participó del torneo así como los demás equipos de Costa Rica.

## Equipos participantes
En cursiva los equipos debutantes en el torneo.
| País                | Equipo                                         | Vía de clasificación |
| ------------------- | ---------------------------------------------- | --- |
| El Salvador 4 cupos | FAS Alianza Atlético Marte Santiagueño         | Campeón de la Primera División 1978 Subcampeón de la Primera División 1978 Tercero de la Primera División 1978 Cuarto de la Primera División 1978 |
| Guatemala 4 cupos   | Aurora Comunicaciones Cobán Imperial Municipal | Campeón de la Liga Nacional 1978 Subcampeón de la Liga Nacional 1978 Tercero de la Liga Nacional 1978 Cuarto de la Liga Nacional 1978             |
| Honduras 4 cupos    | Motagua Real España Olimpia Broncos            | Campeón de la Liga Nacional 1978 Subcampeón de la Liga Nacional 1978 Tercero de la Liga Nacional 1978 Cuarto de la Liga Nacional 1978             |

## Grupo A

### Partidos
| Equipo 1    | Resultado | Equipo 2    |
| ----------- | --------- | ----------- |
| Aurora      | 1-0       | Municipal   |
| Olimpia     | 1-1       | Motagua     |
| Alianza     | 2-1       | Santiagueño |
| Aurora      | 1-4       | Santiagueño |
| Municipal   | 2-1       | Alianza     |
| Municipal   | 1-0       | Santiagueño |
| Aurora      | 3-0       | Alianza     |
| Olimpia     | 0-1       | Aurora      |
| Motagua     | 1-0       | Municipal   |
| Motagua     | 0-1       | Aurora      |
| Olimpia     | 1-2       | Municipal   |
| Motagua     | 1-1       | Alianza     |
| Olimpia     | 4-1       | Santiagueño |
| Motagua     | 0-2       | Santiagueño |
| Olimpia     | 2-0       | Alianza     |
| Motagua     | 1-0       | Olimpia     |
| Santiagueño | 2-2       | Alianza     |
| Municipal   | 2-1       | Aurora      |
| Santiagueño | 2-3       | Aurora      |
| Alianza     | 0-0       | Municipal   |
| Alianza     | 1-0       | Aurora      |
| Santiagueño | 0-0       | Municipal   |
| Aurora      | 0-0       | Olimpia     |
| Municipal   | 0-0       | Motagua     |
| Municipal   | 2-0       | Olimpia     |
| Aurora      | 4-2       | Motagua     |
| Santiagueño | 1-1       | Olimpia     |
| Alianza     | 3-2       | Motagua     |
| Alianza     | 1-4       | Olimpia     |
| Santiagueño | 4-2       | Motagua     |

### Clasificación
| Club        | PTS | PJ | PG | PE | PP | GF | GC | +/- |
| ----------- | --- | -- | -- | -- | -- | -- | -- | --- |
| Aurora      | 13  | 10 | 6  | 1  | 3  | 15 | 11 | +4  |
| Municipal   | 13  | 10 | 5  | 3  | 2  | 9  | 5  | +4  |
| Olimpia     | 9   | 10 | 3  | 3  | 4  | 13 | 10 | +3  |
| Santiagueño | 9   | 10 | 3  | 3  | 4  | 17 | 16 | +1  |
| Alianza     | 9   | 10 | 3  | 3  | 4  | 11 | 17 | -6  |
| Motagua     | 7   | 10 | 2  | 3  | 5  | 10 | 16 | -6  |

- Debido al empate de puntos entre Aurora y Municipal, se hizo un partido de desempate para determinar al clasificado a la final.

### Desempate
| Equipo 1 | Resultado | Equipo 2  |
| -------- | --------- | --------- |
| Aurora   | 1-11      | Municipal |

1- El partido fue abandonado en el segundo tiempo extra por Municipal, por lo que se acreditó en resultado 2-0 a favor del Aurora.

## Grupo B

### Partidos
| Equipo 1       | Resultado | Equipo 2       |
| -------------- | --------- | -------------- |
| Comunicaciones | 1-0       | Cobán Imperial |
| Atlético Marte | 2-2       | FAS            |
| Broncos        | 2-1       | Real España    |
| FAS            | 0-0       | Comunicaciones |
| Atlético Marte | 5-1       | Cobán Imperial |
| Atlético Marte | 3-2       | Comunicaciones |
| FAS            | 0-0       | Cobán Imperial |
| Cobán Imperial | 2-3       | Real España    |
| Comunicaciones | 0-0       | Broncos        |
| Comunicaciones | 2-3       | Real España    |
| Cobán Imperial | 1-3       | Broncos        |
| Atlético Marte | 5-3       | Real España    |
| FAS            | 1-3       | Broncos        |
| FAS            | 0-2       | Real España    |
| Atlético Marte | 2-0       | Broncos        |
| Real España    | 1-0       | Broncos        |
| FAS            | 2-1       | Atlético Marte |
| Cobán Imperial | 1-0       | Comunicaciones |
| Cobán Imperial | 2-1       | Atlético Marte |
| Comunicaciones | 2-1       | FAS            |
| Cobán Imperial | 1-1       | FAS            |
| Comunicaciones | 0-0       | Atlético Marte |
| Broncos        | 1-2       | Comunicaciones |
| Real España    | 2-1       | Cobán Imperial |
| Real España    | 1-1       | Comunicaciones |
| Broncos        | 1-2       | Cobán Imperial |
| Broncos        | 0-2       | FAS            |
| Real España    | 1-1       | Atlético Marte |
| Real España    | 1-0       | FAS            |
| Broncos        | 0-3       | Atlético Marte |

### Clasificación
| Club           | PTS | PJ | PG | PE | PP | GF | GC | +/- |
| -------------- | --- | -- | -- | -- | -- | -- | -- | --- |
| Real España    | 14  | 10 | 6  | 2  | 2  | 18 | 14 | +4  |
| Atlético Marte | 13  | 10 | 5  | 3  | 2  | 23 | 13 | +10 |
| Comunicaciones | 10  | 10 | 3  | 4  | 3  | 10 | 10 | 0   |
| FAS            | 8   | 10 | 2  | 4  | 4  | 9  | 12 | -3  |
| Cobán Imperial | 8   | 10 | 3  | 2  | 5  | 11 | 17 | -6  |
| Broncos        | 7   | 10 | 3  | 1  | 6  | 10 | 15 | -5  |

## Final

### Ida
| 8 de abril de 1979 | Aurora  | 1:0 | Real España | Estadio del Ejército, Ciudad de Guatemala |  |
|                    | Ramírez |     |             |                                           |  |

### Vuelta
| 19 de abril de 1979 | Real España | 0:0 (Global 0:1) | Aurora | Estadio Francisco Morazán, San Pedro Sula |  |

## Campeón
Aurora F.C.

Campeón
2º título